# Chagatai
Chagatai (em mongol: Цагадай; romaniz.: Tsagadai; em uigur: چاغاتايخان; Tsagadai; em turco: Çağatay), Chaguetai (em chinês: 察合台; Chágětái) ou Jogadai (em persa: جغتای) foi um nobre mongol do século XIII, filho de Gêngis Cã (r. 1206–1227) e Borte, nascido em 22 de dezembro de 1183 e morto em 1 de julho de 1242 em Almalique (em Sinquião). Apesar de ser o segundo filho mais velho depois de Jochi, era o primeiro cuja paternidade não foi contestada, uma vez que seu irmão pode ter sido fruto do estupro de que sua mãe foi vítima. Participou nas campanhas na Mongólia Interior (1211), Hebei e Xanxim (1213) com seus irmãos Jochi e Oguedai e contra Otrar (inverno de 1219-20) e Urguenche (abril de 1221) com Oguedai. Com o auxílio de seu partidário Zhang Rong, supervisionou a construção de estradas e pontes para o trânsito de tropas que fizeram a campanha contra o Império Corásmio (r. 1077–1231).
Gêngis lhe deu 
Almalique (perto da atual Huo-cheng) como pasto de verão e a área entre Samarcanda e Bexe-Baligue como pasto de inverno, além de colocar sob seu comando 4 000 ou 8 000 homens, dependendo da fonte. Nas campanhas no norte da China e Ásia Central, adquiriu a cidade de Taiuã e dois conselheiros, o uigur Vajir do norte da China e Cobadim Habaxe Amide de Otrar. O seu pai o elogiou por sua devoção a jasaque (lei) e iosum (costume) mongóis, mas o considerou obstinado e tacanho. Também designou a Chagatai Borchu dos alurades e então Coque Chos dos baarins para triná-lo.
Chagatai apoiou a eleição de Oguedai como grão-cã em 1229 e teve papel essencial na estabilização do Império Mongol após a morte de Gêngis, uma vez que, embora o mais velho dos gengiscânidas vivos depois da morte de Jochi em 1225, manteve estrita deferência ao grão-cã. Protestou em vão contra o alcoolismo de Oguedai e proibiu estritamente abluções islâmicas e matanças halal de animais no seu território. Com a morte de seu irmão em 1241, ficaria numa posição favorável no canato que o permitiria interferir na sucessão, mas em 1242 também morreu. Sua esposa Isulum acusou o conselheiro Vajir de tê-lo envenenado e o último foi executado. Seja como for, foi sucedido por seu neto Cara Hulegu (r. 1242–1246), filho de Mutucã. Ainda teve outros sete filhos e pelo menos outra esposa chamada Toguém.